# Losing All
Losing All é o terceiro álbum de estúdio da banda Day of Fire, lançado em 26 de janeiro de 2010.

## Faixas
1. "Light 'Em Up" - 4:02
2. "Hello Heartache" - 3:48
3. "When I See You" - 3:09
4. "Airplane" - 3:45
5. "Lately" - 3:50
6. "Cold Addiction" - 4:16
7. "Landslide" - 4:37
8. "Never Goodbye" - 5:15
9. "Hey You" - 3:58
10. "We Are No One" - 4:05
11. "Long Highway" - 5:11
12. "Strange" - 0:57
13. "The Dark Hills" - 5:12

## Créditos
- Joshua Brown - vocal
- Joe Pangallo - guitarra
- Chris Pangallo - baixo
- Zach Simms - bateria